# Mapleville (Maryland)
Mapleville es un lugar designado por el censo ubicado en el condado de Washington en el estado estadounidense de Maryland. En el Censo de 2010 tenía una población de 238 habitantes y una densidad poblacional de 228,02 personas por km².

## Geografía
Mapleville se encuentra ubicado en las coordenadas 39°32′9″N 77°38′47″O / 39.53583, -77.64639. Según la Oficina del Censo de los Estados Unidos, Mapleville tiene una superficie total de 1.04 km², de la cual 1.04 km² corresponden a tierra firme y (0%) 0 km² es agua.

## Demografía
Según el censo de 2010, había 238 personas residiendo en Mapleville. La densidad de población era de 228,02 hab./km². De los 238 habitantes, Mapleville estaba compuesto por el 97.9% blancos, el 1.68% eran afroamericanos, el 0% eran amerindios, el 0% eran asiáticos, el 0% eran isleños del Pacífico, el 0% eran de otras razas y el 0.42% pertenecían a dos o más razas. Del total de la población el 0.42% eran hispanos o latinos de cualquier raza.